# Баранівський ліс (ландшафтний заказник)
Баранівський ліс — ландшафтний заказник місцевого значення. Об'єкт розташований на території Ізмаїльського району Одеської області, Ізмаїльське лісництво, кв. 13-17, ур. «Баранівка» (на схід від дороги Ізмаїл — Лощинівка — Каланчак).
Площа — 163 га, статус отриманий у березні 2009 року.

## Галерея

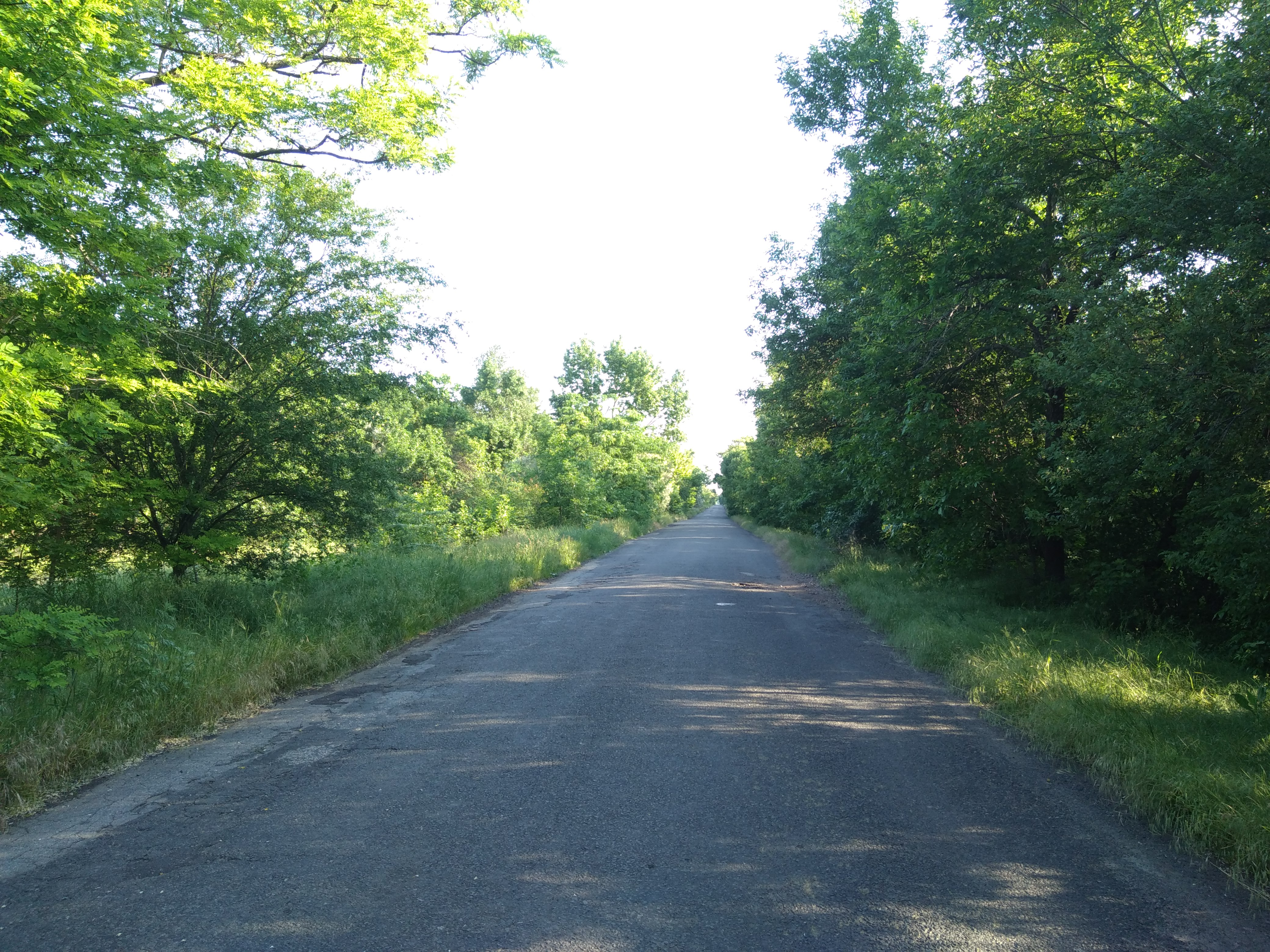
Дорога через ліс
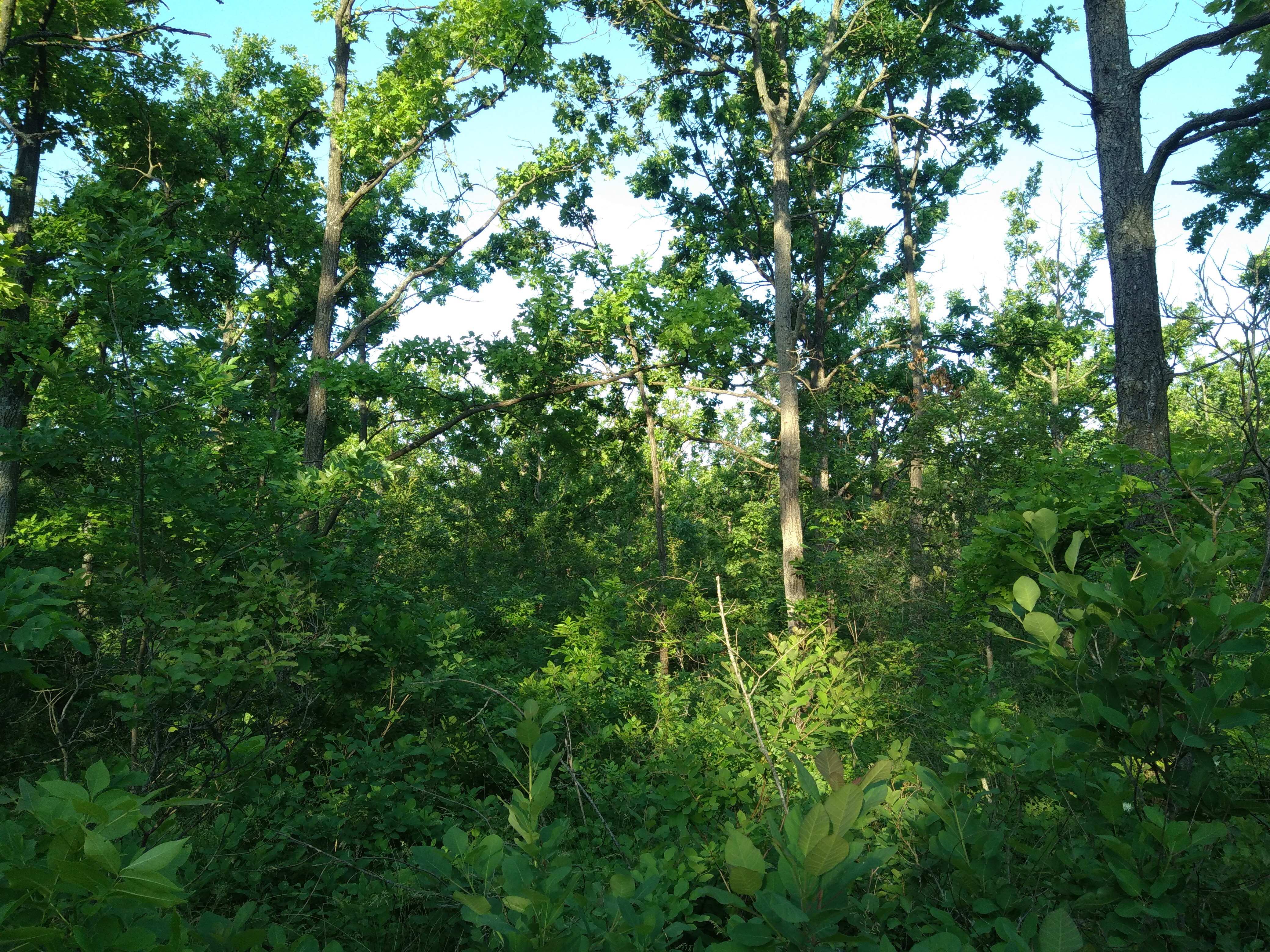
Ділянка насаджень листяних порід
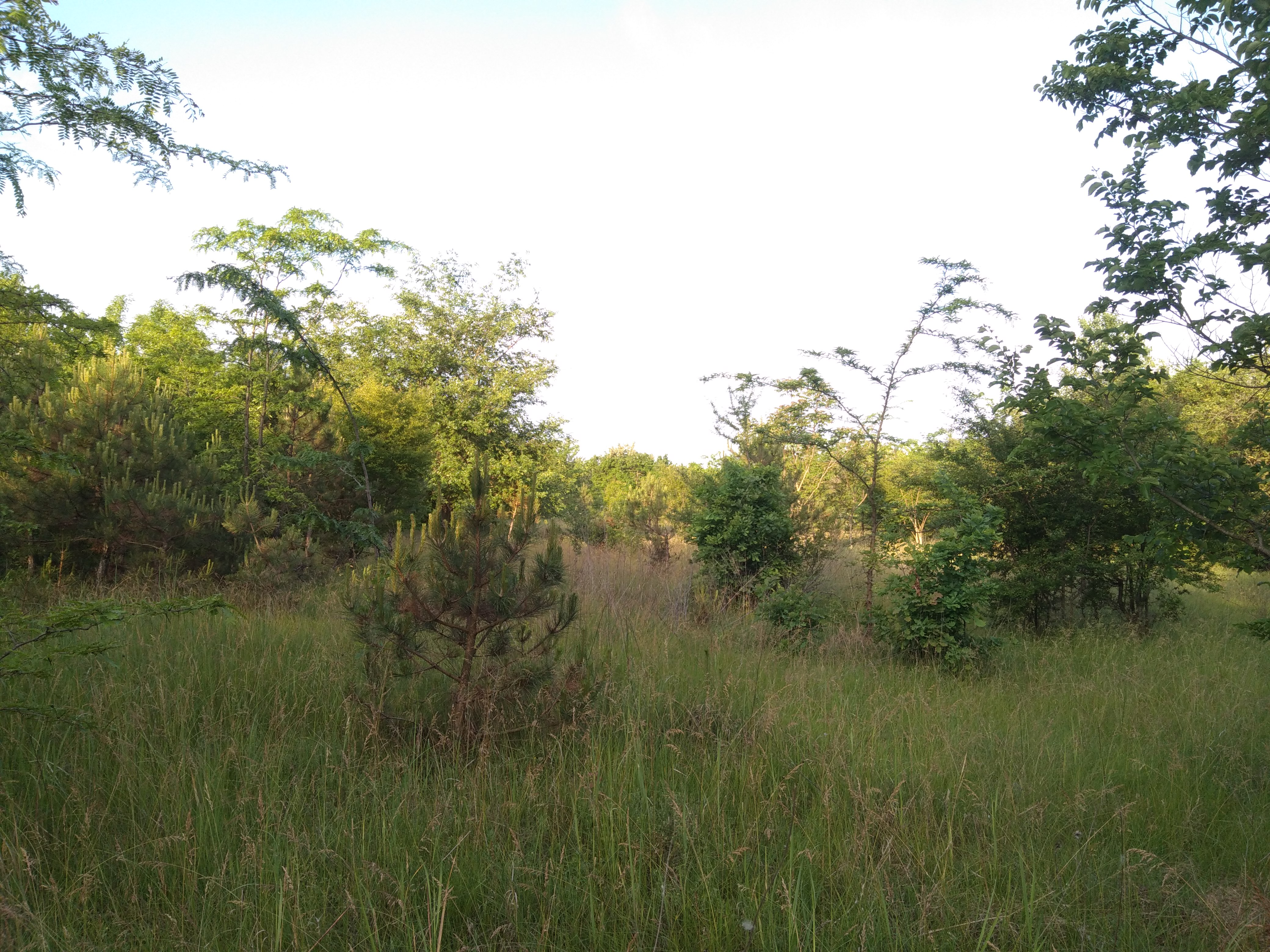
Лісова галявина
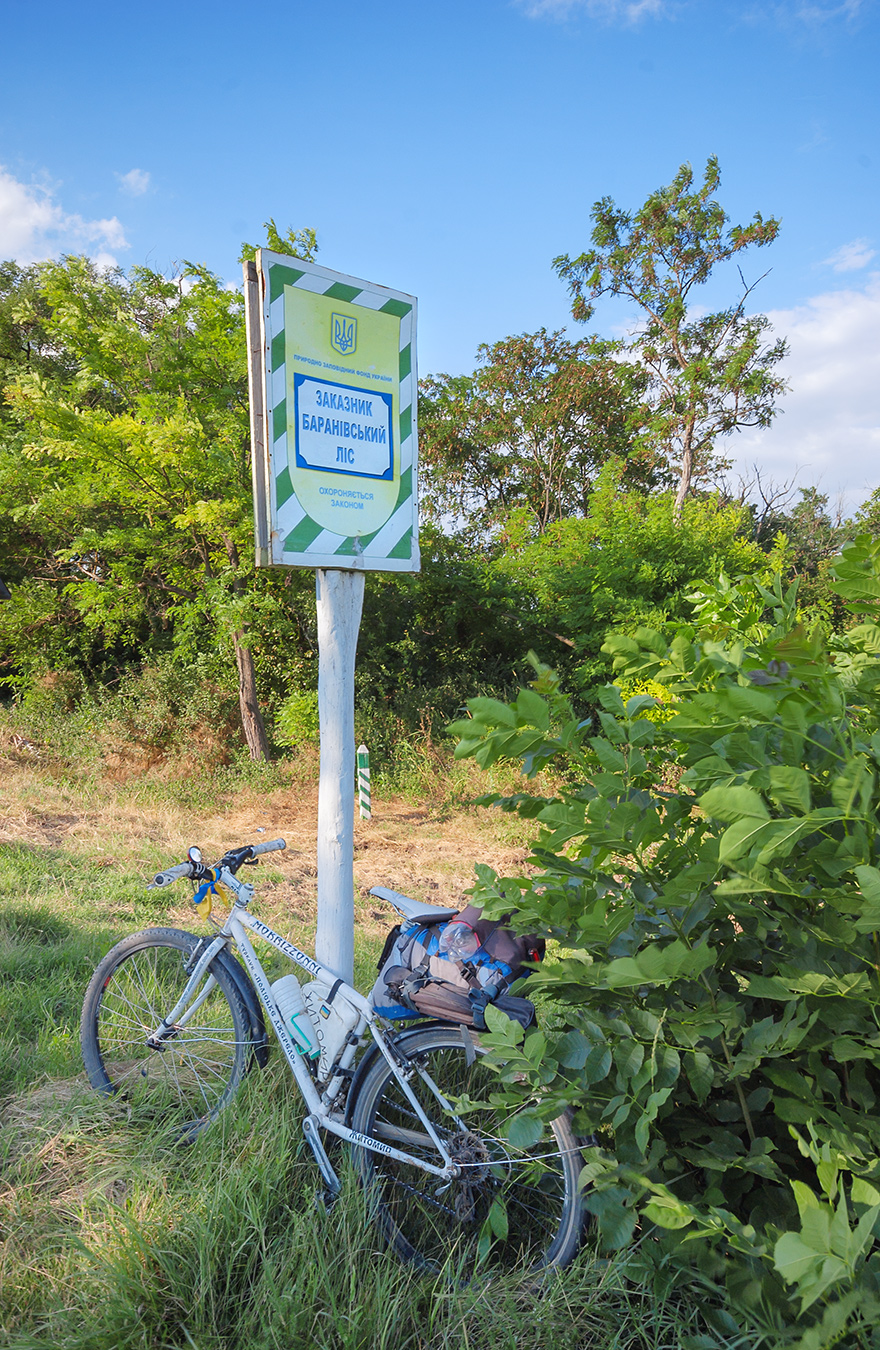
Інформаційний знак